# District de Berettyóújfalu
Le district de Berettyóújfalu (en hongrois : Berettyóújfalui járás) est un des 10 districts du comitat de Hajdú-Bihar en Hongrie. Créé en 2013, il compte 45 539 habitants et rassemble 25 localités : 22 communes et 3 villes dont Berettyóújfalu, son chef-lieu.
Cette entité existait déjà auparavant, jusqu'à la réforme territoriale de 1983. Avant 1950, le district appartenait au comitat de Bihar.

## Localités
- Ártánd
- Bakonszeg
- Bedő
- Berekböszörmény
- Berettyóújfalu
- Biharkeresztes
- Bojt
- Csökmő
- Darvas
- Furta
- Gáborján
- Hencida
- Komádi
- Körösszakál
- Körösszegapáti
- Magyarhomorog
- Mezőpeterd
- Mezősas
- Nagykereki
- Szentpéterszeg
- Told
- Újiráz
- Vekerd
- Váncsod
- Zsáka